# A vadon foglyai
A vadon foglyai (eredeti cím: The Edge) 1997-ben bemutatott amerikai túlélőfilm, melyet David Mamet forgatókönyvéből Lee Tamahori  rendezett. A főbb szerepekben Anthony Hopkins, Alec Baldwin és Elle Macpherson látható. A vérszomjas grizzly, Bart bőrébe egy kiképzett alaszkai Kodiak-medve bújt, amely számos hollywoodi filmben feltűnt, ám ez volt az utolsó filmszerepe.

## Cselekmény
Charles Morse (Hopkins) multimilliomos író és példátlanul intelligens férj. Modell feleségével, Mickeyvel (Elle MacPherson) és annak jóképű fényképészével, Bob Greennel (Baldwin) Alaszka rideg tájaira utaznak divatfotózásra. Bob és legközelebbi társa, Steve (Harold Perrineau Jr.) rögtön tovább utaznak, hogy felkutassanak egy közelben lakó indiánt és velük tart a nem túl bőbeszédű Charles is. Azonban repülőgépük lezuhan Alaszka kellős közepén. A három férfi hirtelen teljesen kilátástalan helyzetbe kerül: a természet erőihez alkalmazkodva kell túlélniük Alaszka kíméletlen veszedelmeit, szembenézve egy vérszomjas, megtermett kodiak-medvével, mely alaposan megnehezíti a csapat végtelennek tűnő vándorlását.
Eközben fény derül Mickey és Bob (akit Charles addig barátjának tekintett) sötét közös titkára: Bob és Mickey szeretők, Charles azt gyanítja, hogy összeesküvést szőttek ellene és ki akarják őt iktatni. Miután Steve a medve áldozatául esik, megkezdődik a leszámolás az okos és ravasz író, valamint a kiszámíthatatlan, és nagyszájú Bob között.

## Szereplők
| Színész           | Szerep           | Magyar hang          |
| ----------------- | ---------------- | -------------------- |
| Anthony Hopkins   | Charles Morse    | Sinkó László         |
| Alec Baldwin      | Bob Green        | Szabó Sipos Barnabás |
| Harold Perrineau  | Steve            | Kálloy Molnár Péter  |
| Elle Macpherson   | Mickey Morse     | Orosz Anna           |
| L. Q. Jones       | Styles           | Kun Vilmos           |
| Kathleen Wilhoite | Ginny            | Báthory Orsolya      |
| David Lindstedt   | James            |                      |
| Mark Kiely        | szereplő         |                      |
| Eli Gabay         | vadászgép pilóta |                      |
| Larry Musser      | kétéltű pilóta   | Wohlmuth István      |
| Gordon Tootoosis  | Jack Hawk        |                      |
| Kelsa Kinsly      | riporter         |                      |
| Bart the Bear     | Kodiak-medve     |                      |

## A film készítése
A szerepet, a forgatókönyvet Harrison Ford és Dustin Hoffman elutasították, mielőtt Alec Baldwin Robert Green szerepét elvállalta volna. Robert De Nirót érdekelte Morse karaktere, de végül elutasította. Bart, a medve utolsó szerepe volt ez, 2000. május 10-én, huszonhárom éves korában elpusztult. Jerry Goldsmithnek ez volt a harmadik közös filmje Alec Baldwinnal, a Bűvölet (1993) és Az árnyék (1994) után. A forgatókönyvíró fejében felmerültek olyan nevek Robert "Bob" Green karakterének megformálására, mint Ray Liotta, Richard Gere és John Travolta.[forrás?]

## Bemutató
A vadon foglyai Magyarországon 1998-ban VHS-en, 2002-ben DVD-n eredeti nyelven, magyar feliratosan jelent meg az Intercom forgalmazásában.
Az Egyesült Államokban 2010. május 11.-én jelent meg Blu-ray-en.

## Kritikai fogadtatás
A Rotten Tomatoes weboldalon a film 50 kritikus véleményét összegezve 64%-os minősítést kapott. Az IMDb filmadatbázison 6.9 ponton állt 2021 végén.